# 샤시굽타
샤시굽타(산스크리트어: शशिगुप्त)는 기원전 4세기 동안 힌두쿠시산맥과 인더스 계곡 사이에 있는 파로파미사다이(오늘날 파키스탄 북서부와 아프가니스탄 동부)의 통치자였다. 샤시굽타라는 이름은 고대 그리스와 로마 문헌에서 시시코토스(아리아노스), 그리고 시소코스투스(쿠르티우스)로 명명된 인물에 기초하여 가상의 인도아리아 이름을 재구성한 것이다.
샤시는 인도어로 찬드라("달")와 동등하며, 샤시굽타와 찬드라굽타 모두 "달을 보호한다"는 의미이다. 결과적으로 샤시굽타는 고대 인도 문헌에서 찬드라굽타로 알려진 다양한 인물들과 종종 연결되며, 특히 동시기에 살았던 마우리아 제국의 창건자 찬드라굽타 마우리아와 자주 동일시되지만 현대 학자들 사이에서 역사적인 찬드라굽타 중 어떤 것이 샤시굽타와 동일시 될 수 있는지에 대해 합의된 정설은 없다.

## 생애
샤시굽타의 초기 생애에 대해서는 알려진 바가 없다. 그는 아마도 군사 모험가였으며, 경제와 군사적 추구를 주요 목표로 삼은 직업 군인(용병단)의 지도자였을 것으로 추정된다.
아마도 샤시굽타는 전문 군인이었고 페르시아인, 특히 박트리아의 이란인 사트라프 베수스를 돕기 위해 용병단을 이끌었지만, 그가 패배하자 샤시굽타는 (분명히 용병인) 전사들과 함께 침략자들과 함께 제비를 던졌고 이후 소그디아나와 쿠나르 및 스와트 계곡의 원정에서 알렉산드로스 대왕에게 큰 도움을 제공했다.
기원전 327년 5월 알렉산드로 대왕이 인더스강 서쪽의 알리상/쿠나르, 마사가, 아오르노스 공화국 영토를 침공했을 때, 샤시굽타는 알리상/쿠나르와 스와트 계곡의 아슈바카족의 크샤트리야 족장 여러 명을 감축하는 데 큰 공을 세워 마케도니아 침략자에게 충성을 바쳤다. 그는 알렉산드로스가 이 영토를 축소한 후, 자신이 이 나라의 영주가 될 것이라고 이해한 것으로 보인다. 그리고 아리아노스는 알렉산드로스가 아슈바카족이 저항했던 스와트의 아오르노스 요새를 축소한 후 매우 전략적인 아오르노스 요새의 지휘권을 샤시굽타에게 맡기고 그를 동부 아슈바카 주변 국가의 사트라프로 삼았다는 사실을 확증했다.
히다스페스 전투가 끝날 무렵, 아리아노스는 메로에스라는 어느 인물을 언급하며 그가 인도인이자 포로스의 오랜 친구임을 증명한다. 아리아노스는 또한 그가 마케도니아 침략자와 평화 조약을 체결하기 위해 도망친 포루스를 다시 데려오기 위해 마침내 알렉산드로스의 선택을 받았다고 증언한다. 포로스가 알렉산드로스와 전쟁을 벌일 당시 동부 아슈바카 사트라프인 샤시굽타가 포로스와 매우 우호적인 관계를 맺고 있었다는 점은 주목할 만하다. 실제로 그는 포로스뿐만 아니라 알렉산드로스와도 좋은 관계를 유지하고 있었으며, 탁샤실라의 통치자 암비가 평화 협상에 실패했을 때 알렉산드로스의 선택을 받아 알렉산드로스와 포로스 사이의 평화 협상을 이끌기도 했다. 여러 학자들이 추측했듯이 샤시굽타는 그의 고향인 메로스(산스크리트어로 메르 또는 메르, 아마도 메루산릏 의미)의 이름을 따서 메로에스(산스크리트어로 마우리아와 동일)라고도 불렸을 가능성이 높다. 또 다른 가능성은 시시코토스 또는 샤시굽타가 언덕이나 산악인이었다는 사실 때문에 '메로스'(Maurya?)라는 이름이 '메르'(언덕 또는 산) 또는 '메라'(언덕인)에서 유래했을 수 있다는 것이다.
알렉산드로스가 아직 펀자브에 있고 라비/체나브의 글라우사이족과 전쟁을 벌이고 있던 몇 달 후, 아슈바카족은 카불 계곡 하부의 그리스 사트라프인 니카노르를 암살했고, 샤시굽타가 침략자들과 계속 협력하면 죽이겠다고 위협하기도 했다. 필리포스가 니카노르의 자리에 임명되었지만, 고전 문헌에는 이 이름으로 샤시굽타에 대한 언급이 더 이상 존재하지 않는다. 빈틈없는 정치인이자 정치인이자 군 장성으로서, 샤시굽타는 시간의 맥박을 감지했기 때문에, 알렉산드로스의 진영을 떠난 후, 새롭게 등장하는 강력한 저항 세력과 함께 그의 운명을 던졌을 것으로 보인다. 이후 샤시굽타는 다른 이름인----모에레스 또는 모에리스라는 고전 연대기 작가들의 이름으로 등장한다. 주목할 점은 모에레스, 모에리스, 메리스, 메로스가 모두 같은 용어라는 점이다. 아리아노스는 모에레스라고 고, 쿠르티우스는 모에레스 또는 모에리스라고 표기했다. 쿠르티우스가 언급한 인더스강 하류 삼각주(파탈라)의 족장 모에리스는 아리아노스가 포로스의 오랜 친구라고 주장하는 북서쪽의 메로스와 정확히 동일한 사람으로 보인다. 알렉산드로스는 분명히 이 상황에 짜증이 나서, 그의 추종자들과 함께 인더스강 하류로 도망친 것으로 보이는 샤시굽타를 추격했다. 그는 아마도 파탈라의 족장인 쿠르티우스의 모에레스로 그곳에 나타났을 것이다. 반란 세력에 합류한 후, 샤시굽타의 가명인 메로스 또는 모에레스가 반란 세력의 지도자가 되고 더 큰 지방 권력을 위한 그의 더 큰 목표를 실현하기 위한 그의 투쟁을 시작한 것은 당연하다.

## 정체
시시코토스/시소코스투스는 아리아노스의 아나바시스에 두 번 등장하고, 쿠르티우스에 의해 히스토리아에 알렉센드리 마그니에 한 번 등장한다. 많은 학자들은 샤시굽타가 힌두쿠시 남쪽의 어떤 변경지역 언덕 국가의 통치자였다고 제안하지만, 그를 마사가나 아오르노스(피르-시르) 출신의 아슈바카계 가문의 치열한 크샤트리야 씨족 또는 다른 인접 영토의 전쟁 같은 배경에서 온 군사적 모험가 또는 기업의 지도자라고 부르는 것이 더 적절하다. 샤시굽타가 알렉산드로스에 의해 아오르노스 국가의 아슈바카족 통치자로 임명되기 전의 왕가 배경을 증명하는 고대 증거는 없다.
찬드라굽타들 중 하나와 관련하여 최소한 4개의 학설이 있다. 일부 학자들은 그를 찬드라굽타 마우리아와 동일시하는 반면, 다른 학자들은 찬드라굽타 마우리아가 동인도에 기원을 둔 별개의 인물이라고 말하고, 제3의 학파는 샤시굽타와 찬드라굽타를 둘 다 아슈바카족 분파와 관련이 있는 별개의 파로파미사다인 인물로 보고 있다.

### 찬드라굽타 마우리아와 동일인물설
H. C. 세스 박사와 H. R. 굽타 박사와 같은 학자들은 샤시굽타가 마우리아 제국의 창시자인 찬드라굽타 마우리아의 또 다른 이름이라고 이론을 세웠으나, 다른 학자들은 이 이론을 가볍게 여긴 것으로 보인다.
이 학자들에 따르면, 샤시굽타(시시코토스)와 찬드라굽타(산드로코토스)의 두 이름 모두 문자 그대로 "달을 보호한다"는 의미라는 것은 매우 두드러진다. 샤시굽타의 "샤시"는 산스크리트어로 찬드라굽타의 "찬드라"와 정확히 같은 의미이며, 둘 다 "달"을 의미한다. 따라서, 두 이름은 정확한 동의어이다. 학자들은 인도에서 주어진 이름을 동의어로 대체하는 것이 드문 관행이 아니라고 말한다. 따라서, 많은 학자들이 믿는 것처럼, 찬드라굽타가 샤시굽타의 대체 이름이었을 수도 있고, 두 이름 모두 본질적으로 같은 개인을 지칭했을 가능성이 매우 높은 것으로 보인다. 만약 샤시굽타와 찬드라굽타의 초기 생애를 비교한다면, 이 견해는 더욱 강화된다. 두 사람 모두 똑같이 주목할 만하고, 두 사람 모두 군사적인 모험가들이며, 둘 다 똑같이 반항적이고 기회주의자들이며, 둘 다 똑같이 야심이 있고, 원근법과 약삭빠른 정치인들이며, 마지막으로, 그러나 더 중요한 것은, 둘 다 정확하게 같은 시기에 인도 북서부의 같은 장소에서 역사에 등장한다는 것이다. 안드라코토스가 젊은 시절에 알렉산드로스를 만났다는 플루타르코스의 고전적인 진술은 아마도 시시코토스가 기원전 329년 박트리아에서 알렉산드로에 대항하여 이란인들을 돕기 위해 갔던 것을 암시한다.  J. W. 맥크린들은 플루타르코스의 진술로부터 찬드라굽타가 마가다가 아니라 펀자브 출신이었다고 결론짓는다. "그리고 인더스를 건넜고, 셀레우코스는 그 강 (인더스)에 거주했던 인도인의 왕 안드로코토스와 전쟁을 했다"는 아피아노스의 진술은 찬드라굽타가 처음에는 인더스 국가의 통치자였음을 분명히 보여준다. 기원전 305년에 일어난 찬드라굽타의 셀레우코스와의 전쟁과 후자의 패배 이후에 비로소, 찬드라굽타는 그의 수도와 거주지를 북서쪽에서 그가 계승했던 정권의 정치적인 본부이기도 했던 파탈리푸트라로 이동했던 것으로 보인다.
세스 박사는 다음과 같이 결론짓는다. "찬드라굽타가 샤시굽타와 동일하다면, 우리는 그가 알렉산드로스의 침략 당시 힌두쿠시에서 동부 펀자브까지 영향력을 뻗친 아슈바카족 크샤트리야 씨족에 속한다고 가정하는 데 어려움을 느끼지 않는다. 마우리아가 인도의 다른 지역을 정복하면서, 이 아슈바카족들은 인도의 다른 지역에도 정착했다. 불교 문헌으로부터, 우리는 또한 이전 빈디아 국가의 고다바리 강둑에 있는 남부 아슈바카족(아슈마카)에 대해 읽었다. 아슈바카족은 위대한 달 왕조에 속했다고 전해진다..... 힌두쿠시와 인더스 사이에 있는 이 지역에서, 알렉산드로스는 아슈바카족이라고 불리는 크샤트리야 부족으로부터 끔찍한 저항을 받았다."
일부 학자들은 북서쪽의 그리스 통치에 반대하는 반란이 아마도 인더스강 하류에서 처음 시작되었다고 믿는다. 만약 이것이 사실이라면, 파탈라의 모에리스가 실제로 이 혁명의 선구자였을 수 있고 그는 북서쪽의 메로스, 즉 찬드라굽타 마우리아와 동일한 사람으로 추정될 수 있는데, 이는 원래 인더스 서쪽의 스와트/쿠나르 계곡의 원주민이기도 하다. B. M. 바로아 박사, H. C. 세스 박사 등과 같은 다른 학자들도 샤시굽타를 찬드라굽타와 동일시한다. 위에서 언급했듯이, J. W. 맥크린들 박사는 찬드라굽타를 펀자브 출신이라고 부른다. 미국 고고학자 데이비드 B. 스푼러는 찬드라굽타가 마가다에 왕조를 세운 이란인이라고 생각한다. 고전적인 증거에 기초하여, H. R. 굽타 박사는 샤시굽타뿐만 아니라 찬드라굽타도 북서쪽 국경에 속했고, 아마도 둘 다 아슈바카 크샤트리아의 두 지역에 속했다고 생각한다. 찬드라 차크라바르티 박사는 또한 샤시굽타와 찬드라굽타를 북서쪽 국경과 연관시키고, 샤시굽타가 말칸드에 속했던 반면, 찬드라굽타 마우리아는 아슈바카의 우자나카 또는 우디야나(스와트) 지역의 통치자였다고 진술한다.